# Bratske, Sofiivka
Bratske (în ucraineană Братське) este un sat în comuna Zaporizke din raionul Sofiivka, regiunea Dnipropetrovsk, Ucraina.

## Demografie
Componența lingvistică a localității Bratske
     Ucraineană (91,01%)
     Rusă (5,82%)
     Română (1,59%)
     Maghiară (1,06%)
     Alte limbi (0,53%)
Conform recensământului din 2001, majoritatea populației localității Bratske era vorbitoare de ucraineană (91,01%), existând în minoritate și vorbitori de rusă (5,82%), română (1,59%) și maghiară (1,06%).